# Mistrzostwa Świata w Kolarstwie Torowym 1980
77. Mistrzostwa Świata w Kolarstwie Torowym 1980 odbyły się we francuskim Besançon. W tym samym roku odbywały się także igrzyska olimpijskie w Moskwie, więc w programie mistrzostw znalazły się tylko konkurencje nieolimpijskie: sprint i wyścig na dochodzenie dla kobiet, a dla mężczyzn: sprint i wyścig na dochodzenie zarówno dla zawodowców jak i amatorów, wyścig ze startu zatrzymanego dla zawodowców, wyścig tandemów, wyścig punktowy zawodowców oraz derny.

## Medaliści

### Kobiety
| Konkurencja                         | Złoto              | Srebro         | Brąz               |
| ----------------------------------- | ------------------ | -------------- | ------------------ |
| 3000 m indywidualnie na dochodzenie | Nadieżda Kibardina | Karen Strong   | Petra de Bruin     |
| sprint indywidualny                 | Sue Novara         | Galina Cariowa | Claudia Lommatzsch |

### Mężczyźni
| Konkurencja                              | Złoto                                          | Srebro                                 | Brąz                                       |
| ---------------------------------------- | ---------------------------------------------- | -------------------------------------- | ------------------------------------------ |
| wyścig punktowy zawodowców               | Constant Tourné                                | Giovanni Mantovani                     | Heinz Betz                                 |
| wyścig punktowy amatorów                 | Gary Sutton                                    | Wiktor Manakow                         | Josef Kristen                              |
| wyścig ze startu zatrzymanego zawodowców | Wilfried Peffgen                               | René Kos                               | Bruno Vicino                               |
| wyścig ze startu zatrzymanego amatorów   | Gaby Minneboo                                  | Mattheus Pronk                         | Bartolomé Caldentey                        |
| indywidualnie na dochodzenie zawodowców  | Anthony Doyle                                  | Herman Ponsteen                        | Hans-Henrik Ørsted                         |
| keirin                                   | Danny Clark                                    | Daniel Morelon                         | Niels Fredborg                             |
| tandemy                                  | Czechosłowacja · Ivan Kučírek · Pavel Martínek | Francja · Yvon Cloarec · Franck Dépine | Włochy · Giorgio Rossi · Floriano Finamore |
| sprint indywidualny zawodowców           | Kōichi Nakano                                  | Masahiko Ozaki                         | Daniel Morelon                             |
| Derny                                    | Dietrich Thurau                                | –                                      | Bruno Vicino                               |

## Klasyfikacja medalowa
| Miejsce | Państwo           |   |   |   | Razem |
| ------- | ----------------- | - | - | - | ----- |
| 1.      | RFN               | 2 | 0 | 3 | 5     |
| 2.      | Australia         | 2 | 0 | 0 | 2     |
| 3.      | Holandia          | 1 | 3 | 1 | 5     |
| 4.      | ZSRR              | 1 | 2 | 0 | 3     |
| 5.      | Japonia           | 1 | 1 | 0 | 2     |
| 6.      | Belgia            | 1 | 0 | 0 | 1     |
|         | Czechosłowacja    | 1 | 0 | 0 | 1     |
|         | Stany Zjednoczone | 1 | 0 | 0 | 1     |
|         | Wielka Brytania   | 1 | 0 | 0 | 1     |
| 11.     | Francja           | 0 | 2 | 1 | 3     |
| 12.     | Włochy            | 0 | 1 | 3 | 4     |
| 13.     | Kanada            | 0 | 1 | 0 | 1     |
| 14.     | Dania             | 0 | 0 | 2 | 2     |
| 15.     | Hiszpania         | 0 | 0 | 1 | 1     |